# Superette
La superette (in inglese minimarket, in italiano anche minimercato) è un tipo di operatore della grande distribuzione organizzata (GDO) afferente, secondo alcune teorie, alle dinamiche del piccolo dettaglio. La superette è un punto vendita alimentare al dettaglio e principalmente a libero servizio di prodotti di largo consumo con una superficie tipicamente compresa tra i duecento ed i quattrocento metri quadrati, sebbene tale criterio possa variare leggermente a seconda dell'insegna (Coop ad esempio considera superette i punti vendita fino a 800 m², Sidis parte da quelli di 100 m², le superette Margherita Conad, dopo l'introduzione del formato intermedio Conad City, hanno una superficie media di 174 m²).
Si colloca, per superficie e caratteristiche, tra il negozio di vicinato affiliato a catena (ad esempio Simpatia Crai, La Bottega SMA, Negozio Italia Sisa) e il piccolo supermercato di prossimità (ad esempio Conad City). Si caratterizza per offrire un assortimento essenziale ma completo e offerte promozionali similari a quelle dei supermercati puntando però di più sui servizi e sul rapporto di familiarità con la clientela.
Sebbene le superette possano afferire anche a catene, dipendenti da un'unica azienda madre (superette Coop, superette Carrefour express afferenti alla catena del Carrefour, superette Metà afferenti alla catena del Pam Panorama ecc...) solitamente, esse, afferiscono a gestioni derivanti da gruppi d'acquisto (superette Crai, superette Despar, superette VéGé ecc..)

## Superette tradizionale e superette evoluta
Negli ultimi anni si è registrata una differenziazione tra tipologie di superette, dando origine ai concetti di "superette tradizionale" e "superette evoluta" (ispirata al "convenience store" anglosassone).
La superette tradizionale è un piccolo supermercato che serve tipicamente piccoli paesi o quartieri di città, proponendosi come soluzione sia per una spesa integrativa che per una spesa completa per chi non voglia spostarsi o frequentare le grandi strutture, mentre la superette evoluta è una superette collocata solitamente nei centri cittadini o nei luoghi di forte passaggio proponendosi in primo luogo come punto di appoggio per la spesa giornaliera integrativa o veloce in zone già ben servite anche da strutture più grandi (supermercati e ipermercati). In termini di assortimento la superette tradizionale si presenta come un supermercato in miniatura e dà uguale peso sia ai prodotti freschi che allo scatolame e ai prodotti di scorta (igiene casa ecc.) mentre il convenience store è caratterizzato da una maggiore centralità dei freschi confezionati a libero servizio e dei piatti pronti da asporto. Alcune aziende hanno anche provveduto a una distinzione di insegne tra i due format: è il caso del gruppo Pam, che utilizza l'insegna Metà Supernegozi per le superette tradizionali e Pam Express per quelle evolute; di Sigma, che utilizza l'insegna OK e Super Day; e di Conad, che alla storica insegna Margherita ha affiancato City per quelle di dimensioni maggiori.

## Tra superette e supermercato
I punti vendita di superficie compresa tra i 400 e gli 800 m² possono essere considerati come una via di mezzo tra la superette (che tipicamente non supera i 400/500 m²) e il format supermercato propriamente detto: si parla in questi casi di "supermercato di prossimità" o "di quartiere". Alcune insegne considerano tali punti vendita come superette (Coop), altre come piccoli supermercati (Sigma, Di Meglio, Sidis). Altre ancora hanno individuato un'insegna caratterizzante, come ha fatto Conad con i Conad City, che per caratteristiche si collocano appunto tra le superette Margherita e i supermercati Conad.

## Dati andamento esercizi commerciali con focus sui minimercati (Superette)
Rapporto sul terziario Confcommercio maggio 2010

Variazione numerosità esercizi commerciali 2002-09
| Tipologia                      | Nord   | Centro | Sud    | Italia  |
| ------------------------------ | ------ | ------ | ------ | ------- |
| Grande distribuzione           | 2 048  | 619    | 2 131  | 4 798   |
| Minimercati                    | 427    | 131    | 1028   | 1 586   |
| Supermercati                   | 1 152  | 339    | 750    | 2 241   |
| Ipermercati                    | 97     | 12     | 62     | 171     |
| Grandi magazzini               | 53     | 77     | 114    | 244     |
| Grandi superfici specializzate | 319    | 60     | 177    | 556     |
| Altre forme di distribuzione   | −1 004 | −2 179 | −9 479 | −12 662 |

Variazione Minimercati 2004-2008
Osservatorio Nazionale del Commercio Rapporto 2010

Minimercati confronto anno precedente
|                       | 31-12-09  | 31-12-10  | Variazione percentuale |
| --------------------- | --------- | --------- | ---------------------- |
| Totale                | 5 440     | 5 524     | 1,5                    |
| Superficie di vendita | 1 603 700 | 1 663 097 | 1,2                    |
| Addetti               | 33 525    | 34 314    | 2,4                    |

Minimercati – ripartizione geografica
|             | N.    | %    | Superficie | %    | Superficie media | Addetti |
| ----------- | ----- | ---- | ---------- | ---- | ---------------- | ------- |
| Nord-Ovest  | 1 321 | 23,9 | 392 181    | 24,2 | 296,6            | 8 720   |
| Nord-Est    | 1 065 | 19,3 | 320 738    | 19,8 | 301,2            | 6 927   |
| Centro      | 809   | 14,6 | 342 234    | 14,9 | 299,4            | 5 205   |
| Sud e isole | 2 329 | 42,2 | 667 944    | 41,2 | 286,8            | 13 462  |
| Italia      | 5 524 | 100  | 1 623 097  | 100  | 293,8            | 34 314  |

## Principali insegne e operatori in Italia
- Negozio ITALIA, Issimo e Quick Sisa (SISA)
- Margherita CONAD e CONAD City (CONAD)
- In Coop (Coop Italia)
- La Esse (Esselunga)
- Carrefour Express (ex DìperDì, Carrefour)
- Supermercati Decò (Gruppo VéGé)
- Metà Supernegozi, PAM Local e PAM Express (Gruppo PAM)
- Cuor di Crai e Simpatia Crai (Crai)
- OK Sigma e Super Day Sigma (Sigma)
- Dorocentry (Sogegross)
- EKOM (Sogegross)
- BASKO (Sogegross)
- DiMeglio Market (Gruppo VéGé)
- Sidis-mini (Gruppo VéGé)
- Contè e PuntoÈ (C3)